# Piper kelleyi
Piper kelleyi är en pepparväxtart som beskrevs av Tepe. Piper kelleyi ingår i släktet Piper och familjen pepparväxter. Inga underarter finns listade i Catalogue of Life.